# Aída Delia Ruiz
Aída Delia Ruiz (Aerolito, Santiago del Estero, Argentina, 5 de junio de 1957) es una política argentina perteneciente al Frente Cívico por Santiago. Desde 2011 a 2015 fue diputada nacional por su provincia.

## Reseña biográfica
Aída Delia Ruiz nació en Aerolito, provincia de Santiago del Estero, el 5 de junio de 1957. Se recibió de técnica superior en gestión y ciencias jurídicas en el Instituto Católico de Estudios Superiores de la Universidad Católica de Santiago del Estero. Desde 1996 a 2009, fue presidenta de la obra social para los trabajadores de la educación primaria de Santiago del Estero.
Se presentó para diputada nacional en las elecciones legislativas de 2011, ocupando el cuarto lugar en la lista del Frente Cívico por Santiago. La misma obtuvo un rotundo triunfo con el 71,03% de los votos y logró ingresar a la Cámara Baja. Juró el cargo el 6 de diciembre de 2011.
En 2012 fue secretaria general del Sindicato de obreros y empleados de la educación y minoridad (SOEME) de Santiago del Estero. En 2013 presentó un proyecto de declaración en la Cámara de Diputados de la Nación, solicitando al Poder Ejecutivo Nacional estudie la factibilidad de crear una extensión de la Universidad Tecnológica Nacional en la provincia de Santiago del Estero. Dicho proyecto fue aprobado y años más tarde comenzó a dictarse la carrera de mecatrónica en la Escuela Técnica n.º 2 "Ingeniero Santiago Barabino" de la ciudad de La Banda.
Se postuló para renovar su banca en las elecciones legislativas de 2015, ocupando el cuarto lugar en la lista del Frente Cívico por Santiago. Sin embargo, no ganó el escaño ya que, luego de doce años, el Frente Cívico perdió una banca en el Congreso Nacional en esos comicios.
En diciembre de ese año, fue designada secretaria de trabajo por la entonces gobernadora de la provincia Claudia Ledesma Abdala. En 2017, fue ratificada en ese cargo, esta vez durante el tercer mandato de Gerardo Zamora como gobernador. En marzo de 2021, fue elegida presidenta del Consejo Federal del Trabajo, siendo la primera mujer en ocupar ese cargo.